# Macrorhynchia mulderi
Macrorhynchia mulderi är en nässeldjursart som först beskrevs av Bartlett 1907.  Macrorhynchia mulderi ingår i släktet Macrorhynchia och familjen Aglaopheniidae. Inga underarter finns listade i Catalogue of Life.